# Kim Do-heon
Kim Do-heon (* 14. Juli 1982 in Dongducheon) ist ein südkoreanischer Fußballspieler. Seit Januar 2019 steht der Mittelfeldspieler beim US-amerikanischen Erstligisten Indy Eleven unter Vertrag.

## Karriere

### Verein
Kim startete seine Karriere in seinem Heimatland bei den Suwon Samsung Bluewings. 2004 gewann er mit dem Klub die K-League, die nationale Meisterschaft. Bereits 2002 wurde der südkoreanische Pokal gewonnen. Seinen größten Erfolg mit den Bluewings konnte Kim ebenfalls 2002 feiern. Im Finale um die AFC Champions League stand das Team dem Ligakonkurrenten Anyang LG Cheetahs gegenüber. Nachdem auch die Verlängerung torlos geblieben war, entschied das Elfmeterschießen mit 4:2 für Suwon. In dieser Zeit entwickelte sich Kim zum Leistungsträger und war eine Säule des Mannschaftsverbundes. Trotz dieser Erfolge entschied er sich den Verein 2005 zu verlassen und schloss sich Seongnam Ilhwa Chunma an. Auch beim südkoreanischen Rekordmeister schaffte Kim auf Anhieb den Durchbruch und konnte 2006 seine zweite nationale Meisterschaft feiern. Durch seine Spielweise und engagiertes Auftreten während der Spiele erhielt er in Asian den Beinamen „Paul Scholes Asiens“. Im Dezember 2007 verbrachte Kim ein Probetraining bei West Bromwich Albion, ehe er im Januar 2008 einen Vertrag mit den Baggies unterzeichnete. Nachdem der Verein Kim erst bis Sommer auslieh, entschieden sich die Klub-Verantwortlichen ihn im sommer fest zu verpflichten. Zum Ende der Saison 2007/08 erreichte Kim mit seinem neuen team den ersten Platz in der Football League Championship und somit den Aufstieg in die Premier League. Am 16. August 2008 gab Kim dann sein Debüt in Englands höchster Spielklasse gegen Arsenal London. Am Ende der Saison 2008/09 musste er mit seiner Mannschaft wieder absteigen.
Nach dem Abstieg kehrte Kim nach Suwon zurück. Dort spielte er bis 2014 mit einer Unterbrechung von zwei Jahren, als er seinen Wehrdienst ableisten musste und in dieser Zeit für Ansan Mugunghwa FC spielte. Anfang 2015 schloss er sich Ligakonkurrent Seongnam FC an. Nach dem Abstieg 2016 blieb er noch ein Jahr, ehe er Anfang 2019 zu Negeri Sembilan FA nach Malaysia wechselte. Seit Anfang 2019 spielte er für Indy Eleven in der USL Championship.

### Nationalmannschaft
Kim war eine Zeit lang wichtiger Stützpfeiler der U-23 Südkoreas. Am 16. April 2003 hatte er seinen ersten Länderspielauftritt. In der U23 nahm er am olympischen Turnier 2004 in Athen teil. Er spielte in der Folge regelmäßig in der A-Nationalmannschaft und auch in der Qualifikation zur
Fußball-Weltmeisterschaft 2006 in Deutschland stand er häufig auf dem Platz, obwohl er mit dem Problem zu kämpfen hat, dass er mit Park Ji-sung auf der Spielmacherposition einen Konkurrenten hat, der durch sein Engagement bei Manchester United über die größere internationale Erfahrung verfügt. Das war auch sein Problem beim WM-Turnier: Obwohl er im WM-Aufgebot Südkoreas nach Deutschland fuhr, kam er dann dort nicht zum Einsatz.

## Erfolge
- Gewinn der AFC Champions League mit Suwon Samsung Bluewings: 2002
- Gewinn des südkoreanischen Pokals mit Suwon Samsung Bluewings: 2002
- Gewinn der K-League mit Suwon Samsung Bluewings: 2004
- Gewinn der K-League mit Seongnam Ilhwa Chunma: 2006
- Gewinn der Football League Championship mit West Bromwich Albion: 2008